# Phaonia vidua
Phaonia vidua är en tvåvingeart som först beskrevs av Stein 1907.  Phaonia vidua ingår i släktet Phaonia och familjen husflugor. Inga underarter finns listade i Catalogue of Life.